# Сарицкая улица
Са́рицкая у́лица — улица в Пушкинском районе Санкт-Петербурга. Проходит от Петербургского шоссе вдоль Варшавской железнодорожной линии до границы посёлка Александровская, далее продолжается как Усть-Славянское шоссе.

## История
Название было присвоено 25 июля 2012 года. Оно связано с тем, что «Сарица — исторически первое название Царского Села и окружающей местности, известное с XV века».
Движение по улице было открыто 25 декабря 2021 года.

## Застройка
- № 7, корпус 2, — котельная (2020[4])
- № 9 — жилой дом (2022[5])
- № 11 — жилой дом (2021[6])